# Unbroken (film, 2003)
 (décembre 2023).
Pour les articles homonymes, voir Unbroken.
Unbroken est un court métrage américain réalisé par Brad Furman, sorti en 2003.
Dans ce film qui aborde le thème de la violence conjugale, Rachel Bilson interprète une femme dont le mari est violent.

## Distribution
- Rachel Bilson : Rachel
- Phil Donlon : le mari